# Manchester United Women Football Club
Il Manchester United Women Football Club è una squadra di calcio femminile inglese con sede a Broughton, sobborgo della città di Salford nella contea metropolitana della Grande Manchester, sezione femminile dell'omonimo club.
Fondato nel maggio 2018, partecipa alla Women's Super League, il primo livello del campionato inglese, al quale ha avuto accesso dopo la promozione conseguita nella stagione 2018-19. Gioca le partite casalinghe al Leigh Sports Village di Leigh. Nel 2024 ha vinto la Women's FA Cup.

## Storia
Sul finire degli anni 1970 nacque il Manchester United Supporters Club Ladies, una società indipendente che veniva considerata in maniera non ufficiale la squadra femminile del Manchester United. Nel 2001 giunse un'associazione ufficiale tra i due club, che però durò solo 4 anni. Infatti, nel 2005, con l'acquisto della società da parte dell'imprenditore statunitense Malcolm Glazer, la squadra femminile, che militava nella terza serie nazionale, venne sciolta, volendo puntare più sul settore giovanile che sulla prima squadra. Nell'agosto 2015 il Manchester United, dopo aver dichiarato il suo disinteresse nel creare una propria sezione femminile, fu al centro di polemiche mosse della stampa di settore che, dopo la conquista della terza posizione nel campionato mondiale 2015 da parte della nazionale inglese, accusarono il club, l'unico assieme al Southampton a non averne una, di minare con tale decisione i progressi del calcio femminile inglese.

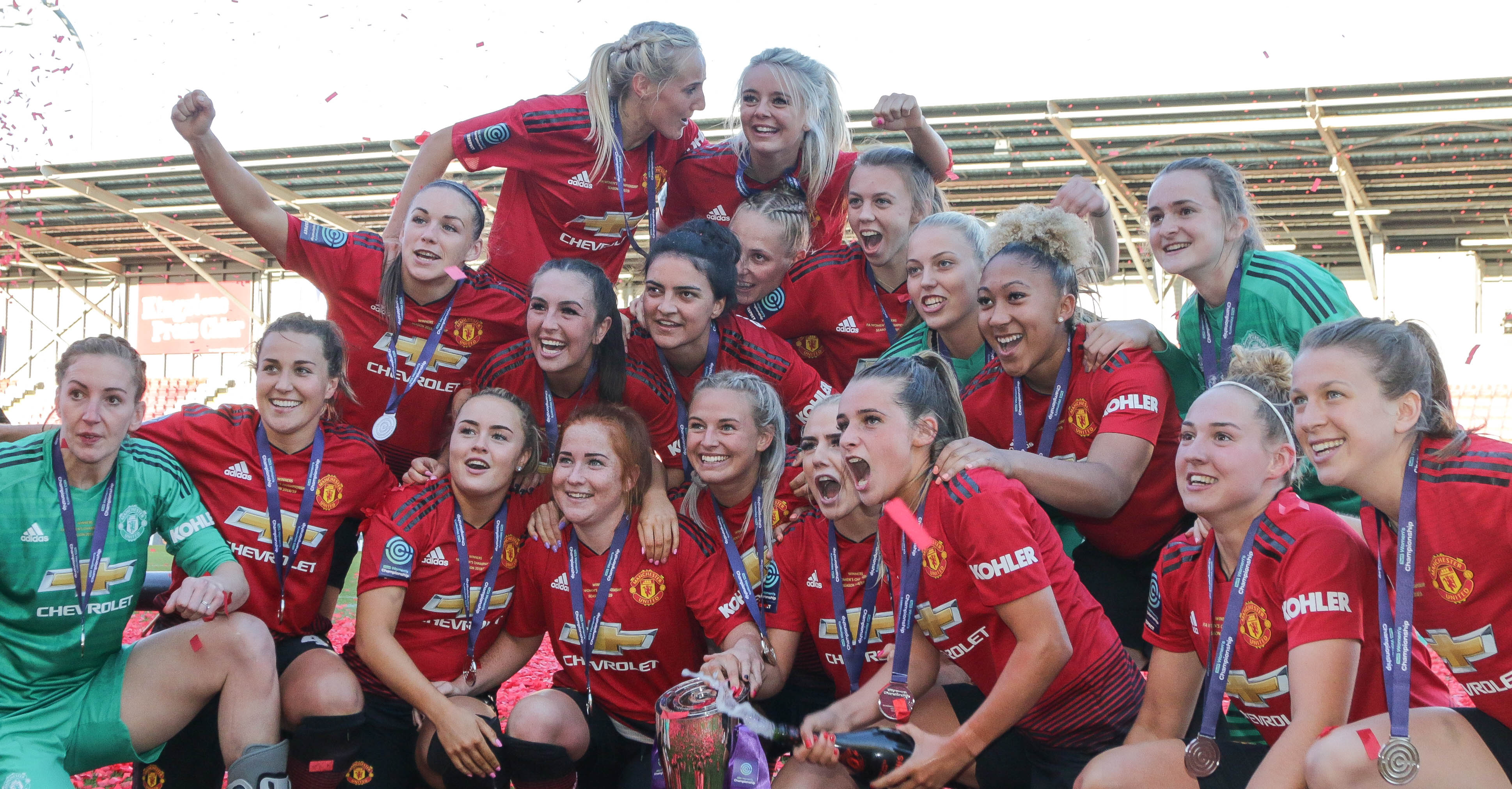
Festeggiamenti per la vittoria della FA Women's Championship 2018-19.

Nel marzo 2018 la società comunicò l'istituzione della squadra femminile. Il Manchester United Women Football Club venne ufficialmente fondato il 28 maggio 2018, in seguito alla richiesta del club di entrare a far parte della neonata FA Women's Championship. Tredici anni dopo aver deciso di concentrarsi solo sul settore giovanile, la scuola calcio del club continuò tuttavia, attraverso la Manchester United Foundation, la formazione di atlete, tra le quali Isobel Christiansen e Katie Zelem cresciute dalla United's Centre of Excellence academy. Casey Stoney venne nominata prima allenatrice della squadra l'8 giugno. Venne poi annunciato che la squadra femminile avrebbe avuto sede a Broughton, Salford, presso il campo di allenamento The Cliff, mentre le partite casalinghe sarebbero state disputate al Leigh Sports Village.

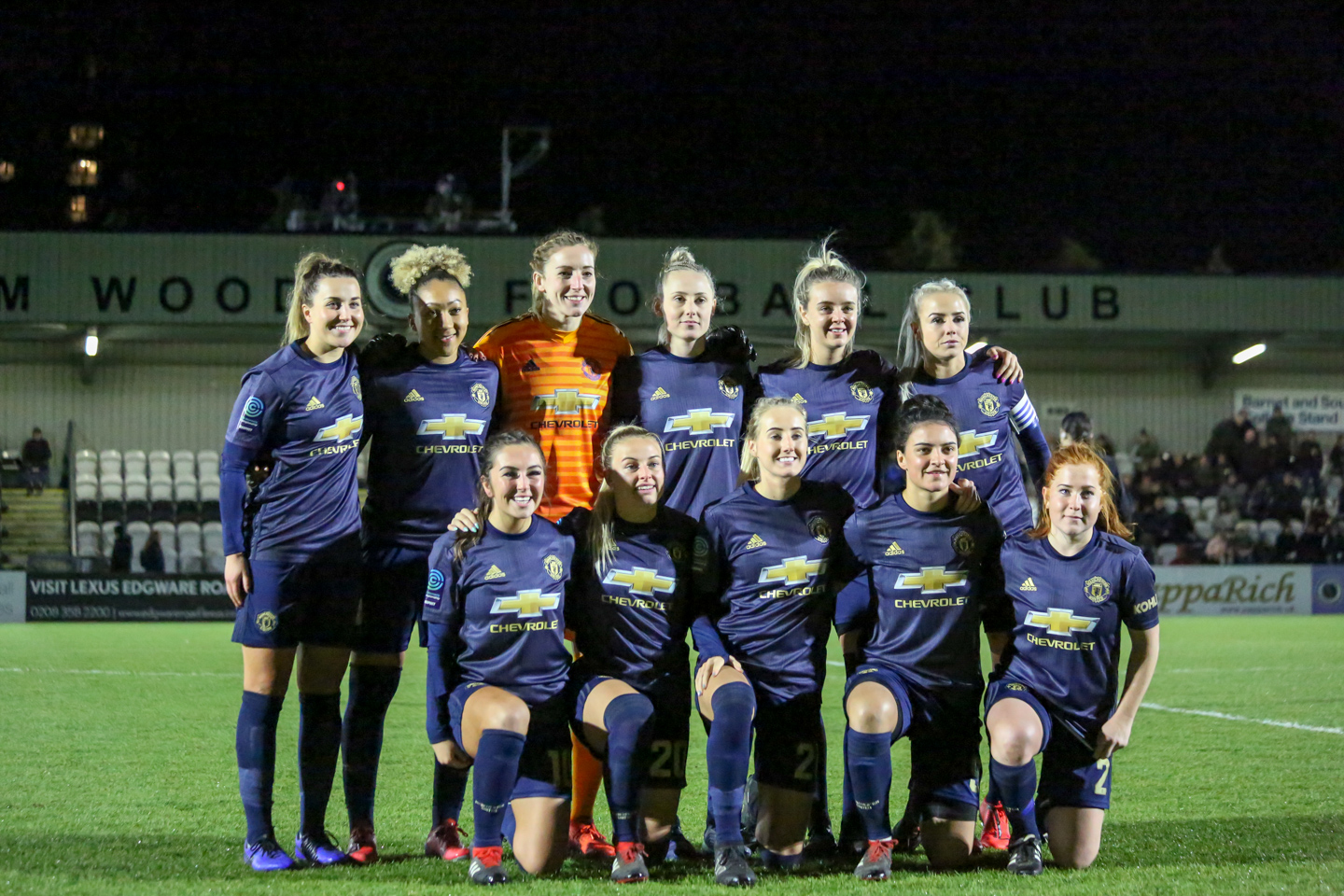
La squadra schierata prima dell'incontro del 7 febbraio 2019 con l'.

La prima stagione del Manchester United si aprì il 19 agosto 2018, con una vittoria in trasferta per 1-0 sul Liverpool, con rete di Elizabeth Arnot in FA Women's League Cup. Tre settimane dopo la prima partita di campionato venne vinta per 12-0 in casa dell'Aston Villa. Il 17 aprile 2019 lo United si assicurò la promozione matematica in FA Women's Super League grazie alla vittoria, sempre con l'Aston Villa, per 5-0, concludendo il campionato in prima posizione con 18 vittorie su 20 partite disputate.
La stagione 2019-20 fu la prima in FA Women's Super League e l'esordio in campionato fu nel derby di Manchester contro il City perso per 0-1 al City of Manchester Stadium davanti a 31 213 spettatori. Il campionato venne interrotto nel mese di marzo 2020 a seguito delle restrizioni legate alla pandemia di COVID-19, le posizioni finali in classifica vennero definite dal rapporto punti su partite disputate e lo United mantenne il quarto posto che occupava al momento della sospensione. Il 27 marzo 2021 venne disputata la prima partita ufficiale all'Old Trafford, a porte chiuse per le restrizioni legate alla pandemia, e vinta per 2-0 sul West Ham. Anche il campionato 2020-21 venne concluso al quarto posto, a un solo punto di distacco dall'Arsenal, terzo classificato e qualificato al turno di qualificazione dell'UEFA Women's Champions League. Al termine della stagione l'allenatrice Casey Stoney lasciò la guida tecnica della squadra, venendo sostituita da Marc Skinner. Anche la terza stagione consecutiva in massima serie venne conclusa con un quarto posto in classifica. Il 27 marzo 2022 venne disputata la seconda partita all'Old Trafford, questa volta davanti a un pubblico di 20 241 spettatori, massima affluenza del campionato, vincendo per 3-1 sull'Everton.
Nella stagione 2022-23 la squadra concluse il campionato al secondo posto, guadagnando l'accesso alla fase di qualificazione dell'UEFA Women's Champions League 2023-2024, prima volta nella storia del club. Il 3 dicembre 2022 venne disputata una terza partita ufficiale all'Old Trafford, vinta per 5-0 sull'Aston Villa e valevole per la nona giornata di campionato, davanti a un pubblico di 30 196 spettatori, segnando il nuovo record di presenze. La stagione 2023-24 prese il via con l'esordio in Champions League: la squadra entrò nella competizione al secondo turno delle qualificazioni, venendo sorteggiato contro la squadra francese del Paris Saint-Germain. Dopo aver pareggiato la gara d'andata in casa, la sconfitta subita al Parco dei Principi ha sancito l'eliminazione dello United dalla competizione. In campionato venne nuovamente battuto il record di pubblico all'Old Trafford con 43 615 spettatori, in occasione del derby d'andata contro il Manchester City, mentre con 60 160 spettatori ad assistere alla partita tra l'Arsenal e il Manchester United all'Emirates Stadium, venne stato battuto il record di pubblico per una partita di Women's Super League. Nella stessa stagione lo United vinse per la prima volta la Women's FA Cup, dopo essere arrivato in finale per il secondo anno consecutivo, e battendo il Tottenham per 4-0 allo stadio di Wembley davanti a un pubblico di 76 082 spettatori.

## Palmarès
- Campionato inglese di seconda divisione: 1

2018-2019
- Women's FA Cup: 1

2023-2024

## Statistiche

### Partecipazione ai campionati
| Livello | Categoria            | Partecipazioni | Debutto   | Ultima stagione | Totale |
| ------- | -------------------- | -------------- | --------- | --------------- | ------ |
| 1º      | Women's Super League | 5              | 2019-2020 | 2024-2025       | 5      |
| 2º      | Women's Championship | 1              | 2018-2019 | 2018-2019       | 1      |

### Partecipazione alle coppe
| Competizione                  | Partecipazioni | Debutto   | Ultima stagione | Totale |
| ----------------------------- | -------------- | --------- | --------------- | ------ |
| UEFA Women's Champions League | 1              | 2023-2024 | 2023-2024       | 1      |

## Organico

### Rosa 2024-2025
Rosa, ruoli e numeri di maglia estratti dal sito societario.
| N. |                        | Ruolo | Calciatrice      |
| -- | ---------------------- | ----- | ---------------- |
| 1  | Inghilterra (bandiera) | P     | Kayla Rendell    |
| 2  | Svezia (bandiera)      | D     | Anna Sandberg    |
| 3  | Inghilterra (bandiera) | D     | Gabrielle George |
| 4  | Inghilterra (bandiera) | D     | Maya Le Tissier  |
| 5  | Inghilterra (bandiera) | D     | Aoife Mannion    |
| 6  | Inghilterra (bandiera) | D     | Hannah Blundell  |
| 7  | Inghilterra (bandiera) | C     | Ella Toone       |
| 8  | Inghilterra (bandiera) | C     | Grace Clinton    |
| 9  | Francia (bandiera)     | A     | Melvine Malard   |
| 11 | Inghilterra (bandiera) | C     | Leah Galton      |
| 13 | Canada (bandiera)      | C     | Simi Awujo       |
| 14 | Canada (bandiera)      | D     | Jayde Riviere    |

| N. |                        | Ruolo | Calciatrice           |
| -- | ---------------------- | ----- | --------------------- |
| 15 | Norvegia (bandiera)    | A     | Celin Bizet Ildhusøy  |
| 16 | Norvegia (bandiera)    | C     | Lisa Naalsund         |
| 17 | Paesi Bassi (bandiera) | D     | Dominique Janssen     |
| 19 | Norvegia (bandiera)    | A     | Elisabeth Terland     |
| 20 | Giappone (bandiera)    | C     | Hinata Miyazawa       |
| 21 | Inghilterra (bandiera) | D     | Millie Turner         |
| 23 | Brasile (bandiera)     | A     | Geyse Ferreira        |
| 25 | Inghilterra (bandiera) | D     | Evie Rabjohn          |
| 28 | Inghilterra (bandiera) | A     | Rachel Williams       |
| 37 | Inghilterra (bandiera) | A     | Keira Barry           |
| 39 | Galles (bandiera)      | P     | Safia Middleton-Patel |
| 91 | Stati Uniti (bandiera) | P     | Phallon Tullis-Joyce  |